# Falkoneren og den vilde falk
Falkoneren og den vilde falk er en dansk dokumentarfilm fra 1969 med instruktion og manuskript af Frank Wenzel.

## Handling
I optagelser fra Grønland, England, Marokko og den arabiske ørken fortæller filmen om jagtfalken i naturen og om jagt med trænede falke, sådan som denne sport for konger og fyrster har været praktiseret i århundreder. I et særligt afsnit skildres, hvorledes en moderne engelsk falkoner optræner en falk til jagten.